# Wm. Knabe & Co.

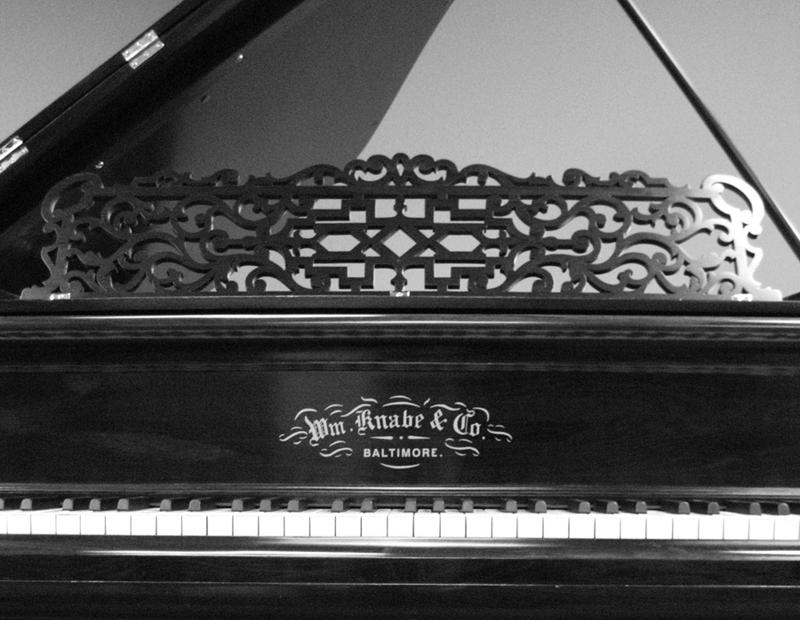

Wm. Knabe & Co. war ein US-amerikanisches Klavierbauunternehmen in Baltimore, Maryland, das von der Mitte des 19. bis zum Beginn des 20. Jahrhunderts aktiv war und später als Tochterunternehmen und Marke der Aeolian-American in East Rochester, New York bis 1982 fortgeführt wurde. Heutzutage ist der Name Wm. Knabe eine Marke von Samick Musical Instruments.

## Geschichte
Wilhelm Knabe wurde am 3. Juni 1803 in Creuzburg, Sachsen-Weimar geboren. Der Koalitionskrieg von 1813 hinderte ihn an einem Studium der Pharmazie, um denselben Beruf als Apotheker wie sein Vater ausüben zu können. Stattdessen machte Knabe eine Lehre als Möbeltischler. Nach der Lehre arbeitete er zwei Jahre lang als Wandergeselle, dann für drei Jahre bei einem Klavierbauer in Gotha, und später als Klavierbauer-Wandergeselle bei verschiedenen Klavierherstellern in Deutschland.

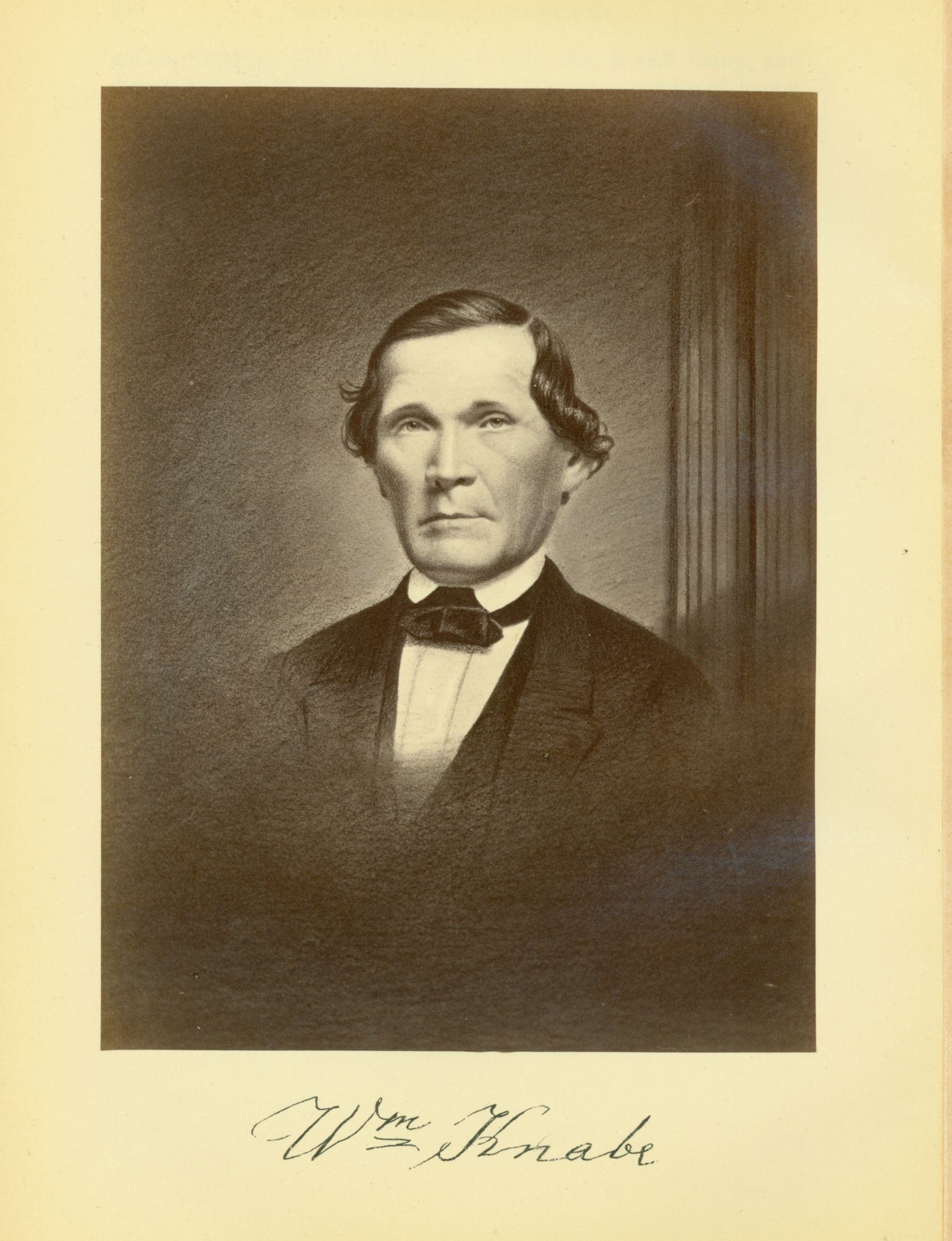
Wilhelm Knabe

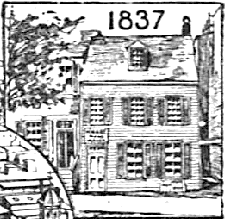
Fabrikgebäude (1837)

1831 begleitete Knabe die Familie seiner Verlobten, als sie von Sachsen-Meiningen in die Vereinigten Staaten emigrierten, aber das Familienoberhaupt starb während der Überfahrt, und seine Braut verblieb in Baltimore, statt wie ursprünglich geplant nach Herrmann, Missouri zu gehen, wo ein Bruder sich einige Jahre zuvor niedergelassen hatte. Knabe arbeitete für den bekannten Klavierbauer Henry Hartge und ließ seine ursprünglichen Pläne fallen, Farmer zu werden. Vier Jahre später begann er, von daheim aus Klaviere zu reparieren und Gebrauchtklaviere zu verkaufen. Die erste Anschrift des Unternehmens Wm. Knabe war Maryland Route 139 an der Ecke zur Lexington Street.

### Knabe & Gaehle
1839 ging Knabe eine Partnerschaft mit Henry Gaehle zum Zweck der Herstellung von Klavieren ein. 1841 zog das Unternehmen in größere Werkstätten in der 13 South Liberty Street. 1843 eröffneten sie ein Ladengeschäft an der Ecke Eutaw Street und Cowpen Alley. Vier Jahre später zog das Geschäft zur Eutaw Street 9 gegenüber dem Eutaw House um. Man verkaufte Klaviere zu Preisen zwischen 180 und 400 US-Dollar. 1852 hatten sie expandiert auf die Häuser 4, 6, 8, 9 und 11 der Eutaw Street. Knabe & Gaehle gewannen 1848, 1849 und 1850 erste Preise des Maryland Institute for the Promotion of Mechanic Arts für ihre Tafelklaviere und 1849 auch für Flügel.
1852 reorganisierte sich die Gesellschaft als Knabe, Gaehle & Co., indem man Edward Betts als Partner aufnahm. 1853 annoncierte Knabe, ihr Unternehmen sei das größte Klaviergeschäft im Süden der USA, und beschäftige mehr als 100 Mitarbeiter. Knabe baute Klaviere von sechs bis sieben Oktaven mit einer „Double Action, wie Chickering sie baut“, zu Preisen von 200 bis 500 US-Dollar.
Im November 1854 brannte ihre Fabrik an der Cowpen Alley an der Rückseite des Eutaw House nieder und bewirkte einen Verlust von 190.000 US-Dollar. Nur fünf Wochen später brannte auch die Fabrik an der Baltimore Street nahe der Paca Street nieder, praktisch ohne Abdeckung durch Versicherungen.

### Wm. Knabe & Co.
Im Frühjahr 1855 begann man die Partnerschaft aufzulösen. Henry Gaehle starb. Knabe annoncierte, er habe den gesamten Lagerbestand aufgekauft und werde unter der Firma Wm. Knabe & Co. an alter Stelle der North Eutaw Street 1–7 im Geschäft bleiben, gegenüber dem Eutaw House. William Gaehle, der Seniorpartner gewesen war, annoncierte, dass er unter der Firma Wm. Gaehle & Co. an der Ecke der Pratt und Green Street, weiter Flügel und Klaviere bauen werde, mit Verkaufsräumen an der Ecke Eutaw und Baltimore/Fayette Street.

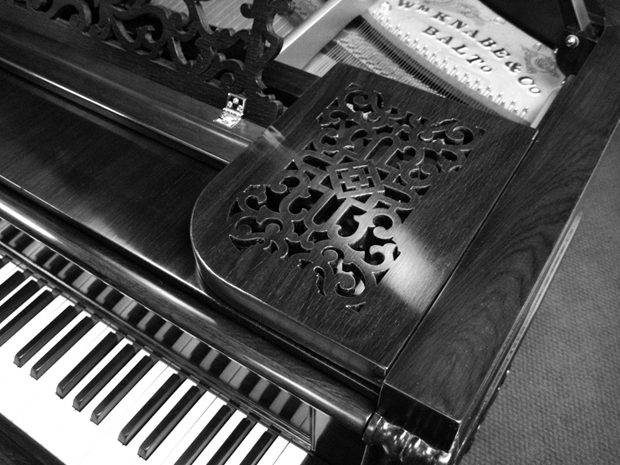
Detailliertes Notenpult eines Knabe-Flügels von 1884

Knabe kaufte eine frühere Papierfabrik an der Ecke West Street und China Street zum Betrieb einer neuen Fabrik, und 1859 hatte er Verkaufsräume an der 207 Baltimore Street-Fayette Street. Er gewann Goldmedaillen für Tafelklaviere des Maryland Institute College of Art 1855, 1856, 1857 und 1858, Silbermedaillen des Metropolitan Institute in Washington, D. C. 1857, eine Medaille des Franklin-Institutes in Philadelphia 1856, und Erste Preise des „Mechanics Institute“, Richmond, Virginia 1855 und 1856.
1860 begann Knabe eine neue fünfstöckige Fabrik an der Ecke Eutaw und West Street zu bauen, hatte aber erst einen Seitenflügel fertiggestellt, als der Sezessionskrieg ausbrach. Dieser zwang ihn, neue Geschäfte im Westen als Ersatz für den Ausfall seines wesentlichen Geschäftes im Süden der USA zu suchen. William Knabe starb am 21. Mai 1864. Ihm folgten seine Söhne William und Ernest J. Knabe sowie sein Schwiegersohn Charles Keidel nach.
1866 führte Wm. Knabe & Co. den „Agraffen-Diskant“ ein, mit Agraffen, die in ein dickes Stück Messing eingedreht waren anstelle einer Verschraubung direkt im Eisenrahmen.

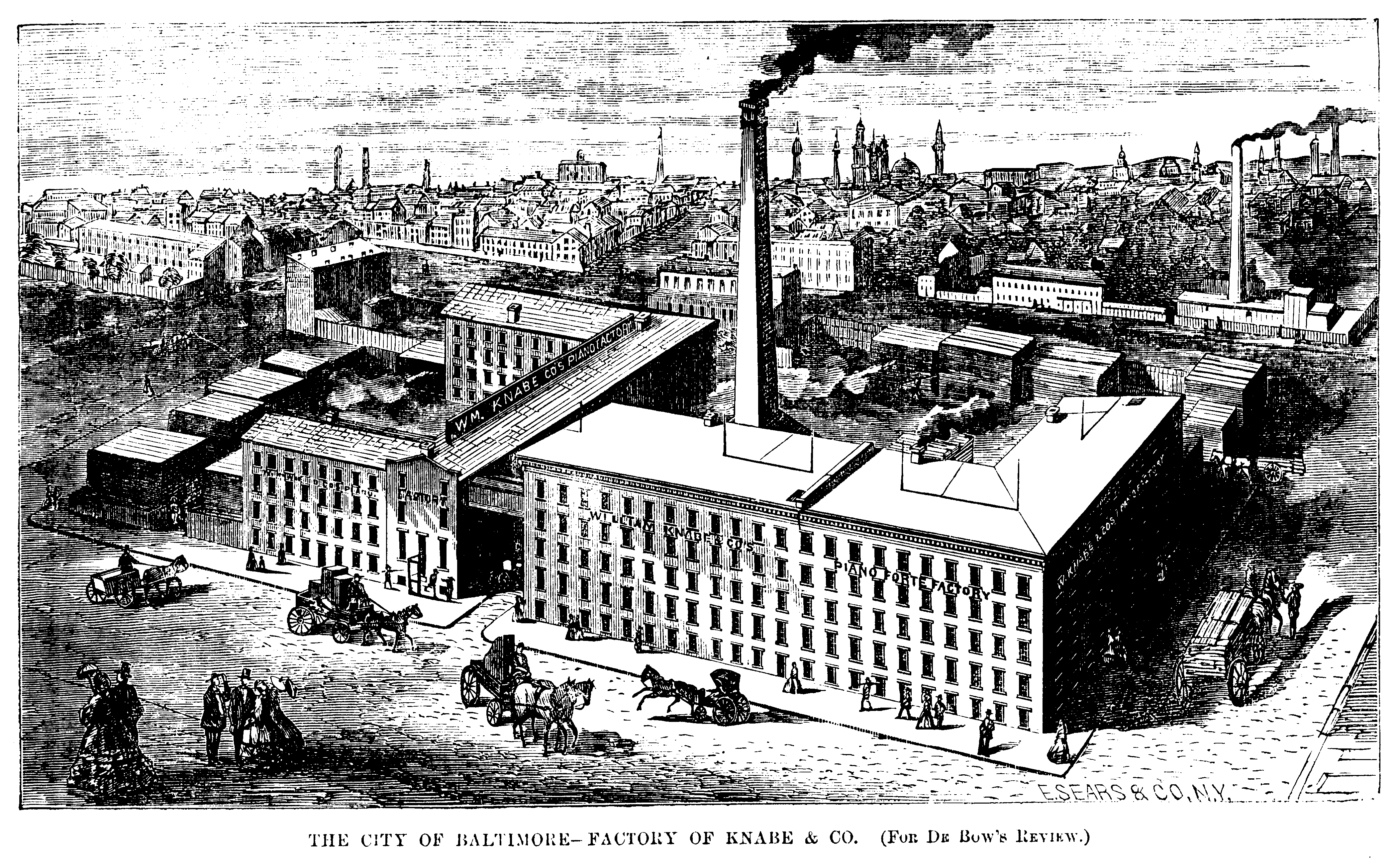
Klavierfabrik Wm. Knabe & Co., Baltimore, 1866

1866 beschäftigte Knabe um 230 Mitarbeiter und fertigte ca. eintausend Klaviere im Jahr, sowohl Pianinos als auch Tafelklaviere und Flügel, der Ausstoß der Fabrik betrug ca. 30 Klaviere pro Woche. Die Fabrik war mit einer 30-PS-Dampfmaschine ausgerüstet, dampfbetriebene Aufzüge und Trockenräume standen zur Verfügung. In einem zweiten Gebäude von 40 m Länge wurden Flügelgehäuse, Resonanzböden und Klaviaturen gefertigt sowie Gehäuse furniert und Eisenrahmen bronziert. Weitere Anbauten und eine Kuppel komplettierten die Fabrik 1869, die nun 64 m an der Eutaw Street und 50 m an der West Street maß. Die Verkäufe von Wm. Knabe rangierten an dritter Stelle der USA, hinter Steinway & Sons in New York und Chickering & Sons in Boston. 1870 betrug der Ausstoß ca. 40 Klaviere die Woche, verkauft zu Preisen zwischen 600 und 2000 US-Dollar.
1873 gründete Wm. Knabe & Co. einen Verkaufsraum an der 112 Fifth Avenue in New York. Man präsentierte Flügel, Tafelklaviere und Pianinos. In Philadelphia wurde auch ein Cembalo von Tschudi & Broadwood bei der 1876er Centennial Exposition ausgestellt. Entsprechend der veränderten Preis-Systeme beanspruchte Knabe zusammen mit einigen ihrer Mit-Aussteller höchste Ehren, da es keine ersten und zweiten Plätze etc. gab, sondern der geschriebene Bericht und die Kommentare der Juroren entscheidend waren. 1882 lieferte Knabe einen Palisanderflügel an das Weiße Haus für den Präsidenten Chester A. Arthur.

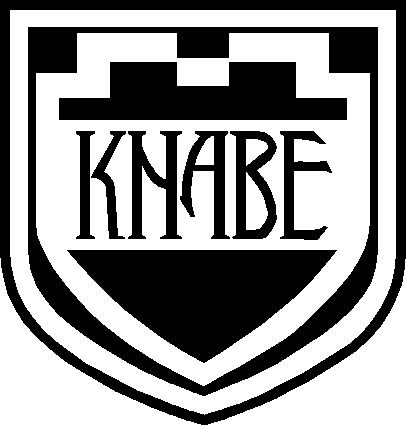
Signet von Wm. Knabe & Co., zuerst genutzt 1904

William Knabe jr. starb 1889 im Alter von nur 47 Jahren. Die Gesellschaft war mit einem Kapital von einer Million US-Dollar ausgewiesen. An ihrer Spitze stand nun Ernest J. Knabe als Präsident.

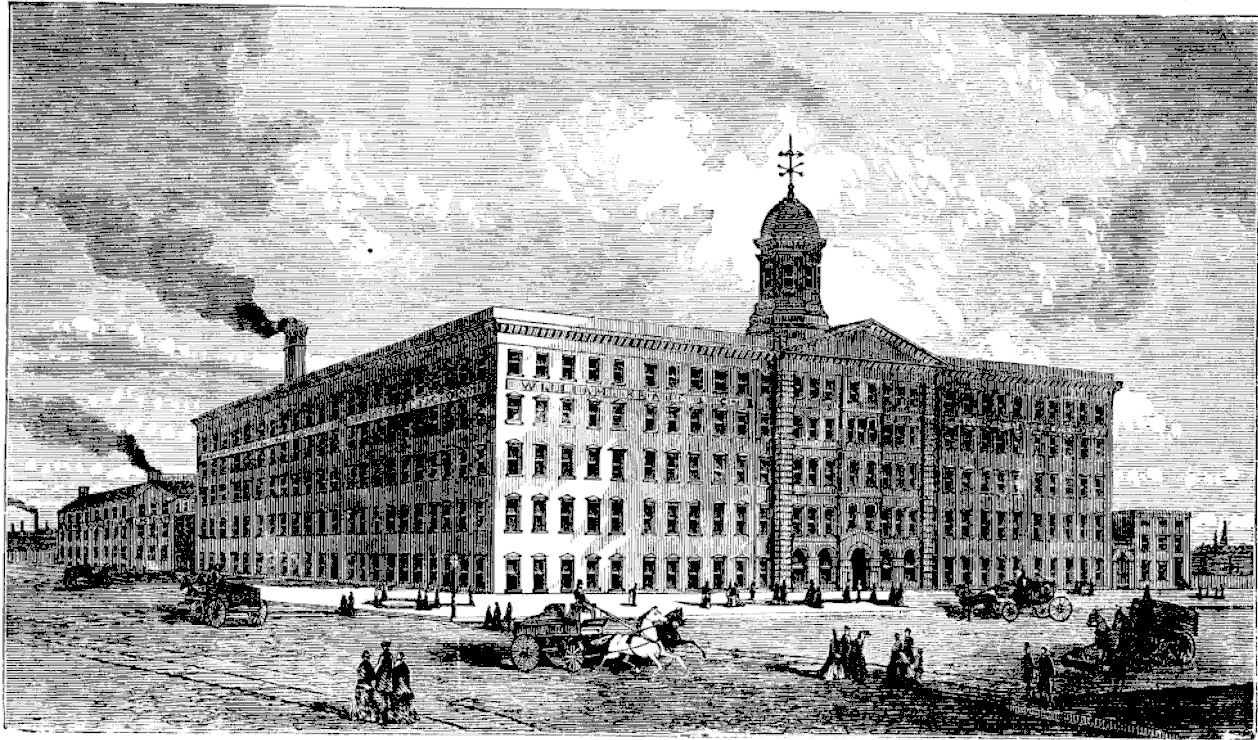
Klavierfabrik Wm. Knabe & Co., Eutaw und West Street, Baltimore, 1873

Ernest J. Knabe starb 1894 im Alter von 57 Jahren. Ihm folgten seine Söhne nach: Ernest J. Knabe, jr. Vizepräsident und Finanzvorstand.
Wm. Knabe & Co. gründete 1903 Agenturen in Kanada und England und belieh die Fabrik zum Zweck der Ausweitung des Geschäftes. 1906 belegte die Fabrik sieben Gebäude, zudem hatte man die ursprünglichen Gebäude massiv erweitert, mit nunmehr insgesamt 30.000 Quadratmetern sorgfältig geplanter Fertigungsfläche und 765 Mitarbeitern. Obschon die Fabrik modernste Einrichtungen enthielt, wie einzeln motorisch angetriebene Maschinen und ein Staubabsaugsystem, annoncierte Knabe, dass ihr Standard weiter die sorgfältige Handarbeit erfordere, sodass ein großes Pianino sechs Monate zu seiner Fertigstellung brauchte und ein Flügel zwei Jahre.

### American Piano Co.
1908 schuf Wm. Knabe & Co. zusammen mit Chickering and Sons und der Foster-Armstrong Co. in East Rochester, New York, die American Piano Co. unter dem Gesetz von New Jersey. Präsidenten wurden Ernest J. Knabe jr., C. H. W. Foster von Chickering & Sons und George G. Foster, von Foster-Armstrong, die jeweils ihre eingebrachten Gesellschaften kontrollierten, und Haines Brothers, Marshall & Wendell, Brewster, und J. B. Cook & Co., mit einem Gesamt-Ausstoß von 18.000 Klavieren im Jahr.

#### Knabe Brothers
Ernest und William Knabe gaben ihre Positionen 1909 auf, und in der Folge einiger Wirren und geschäftlicher Probleme in New York gründeten sie 1911 das Unternehmen „Knabe Brothers“ mit Büros in Cincinnati, Ohio. Sie fertigten Pianinos und Flügel in der früheren Fabrik von Smith and Nixon im nahegelegenen Norwood, „frei von der kommerziellen Sicht, die Pianos zu definieren suchte als Ansammlung von Quadratzoll Holz und Draht“. American Piano Co. ging nun gerichtlich gegen die Nutzung des Namens „Knabe“ vor, aber der letztlich Entscheid hielt die Knabe-Brüder lediglich von der Nutzung ihres Namens auf der Tastenklappe ab und verlangte von ihnen, klarzustellen, dass es sich um eine Neugründung handelte. Die Fabrik brannte im Januar 1912 aus, aber sie nahmen schnell wieder die Produktion in einer Behelfsfabrik auf, bevor sie an alter Stelle eine neue Fabrik bauen ließen. Das Unternehmen ging gegen Ende des Jahres 1916 aufgrund eines unbezahlten Bankkredites in eine Vorstufe des Konkurses (“receivership”), und zum Jahresende erklärten die Brüder Knabe Konkurs. Ihre Verbindlichkeiten betrugen 660.000, ihre Vermögensteile nur noch 476.00 US-Dollar.
Ernest J. Knabe starb 1927, William Knabe 1939.

#### Ampico
1927 zogen die New Yorker Verkaufsräume der Wm. Knabe & Co. von der 39th Street zur 657 Fifth Avenue, Ecke 52. Straße in Manhattan um, und 1928 zog man zum Ampico Tower an der Fifth Avenue und 47th Street als Teil des Umzuges der American Piano Co., um die Verkäufe aller Ampico-Marken zu konsolidieren, all dies in einem letztlich erfolglosen Versuch, den scharfen Verfall der Gewinne wettzumachen. American Piano ging 1929 in die “Receivership”; die Schulden von Knabe wurden auf $ 286.000 beziffert, das Vermögen auf $ 415.000.

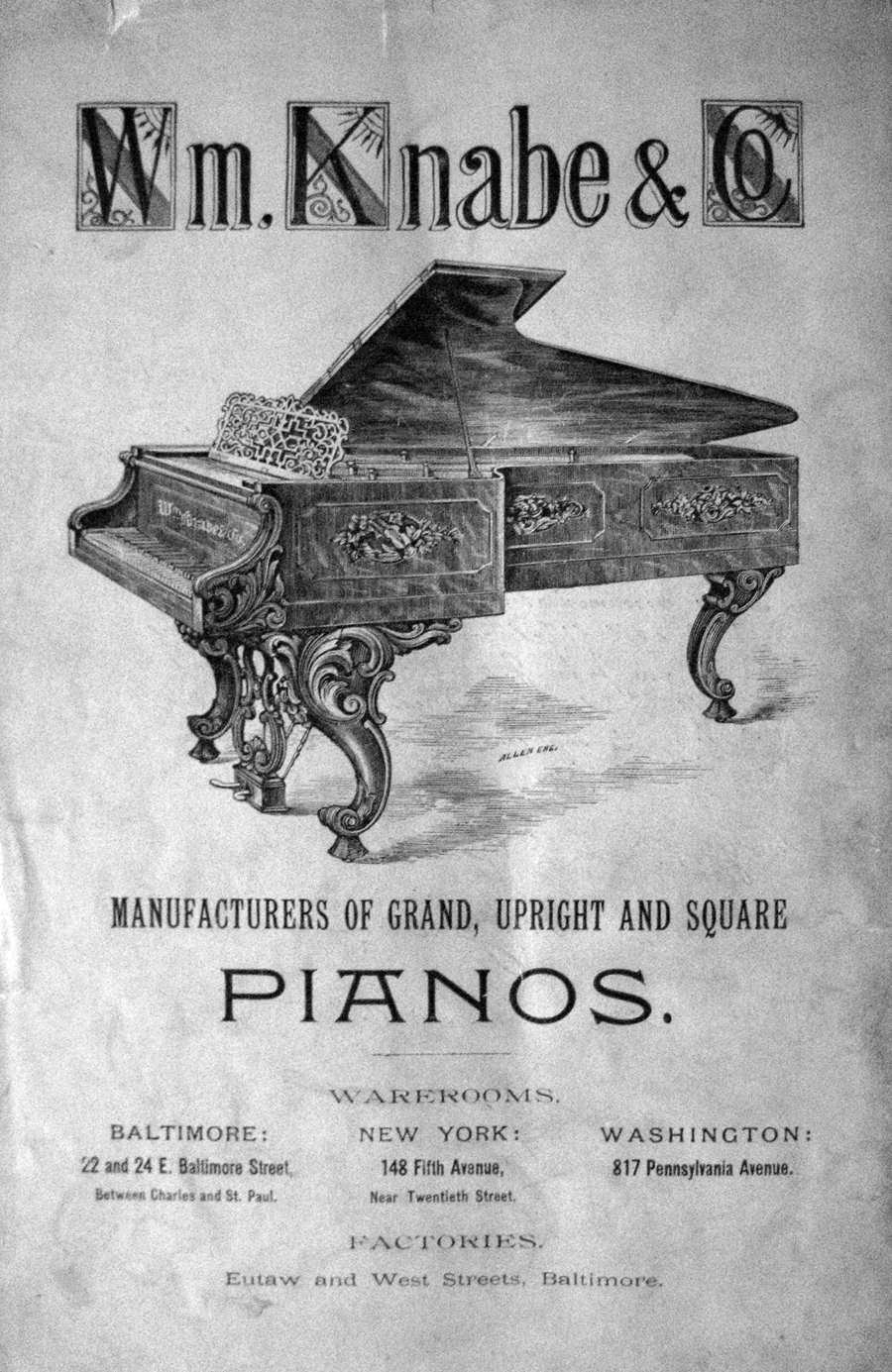
Annonce von Knabe Piano, publiziert 1889

1930 wurden die Vermögensbestandteile der „American“ von der American Piano Corporation aufgekauft, die neu unter dem Recht von Delaware gegründet worden war. Der Vorstand umfasste sowohl frühere Ampico-Vorstände wie auch Vorstände der Aeolian Corporation. Die Knabe-Fabrik war geschlossen, genauso wie Chickering in Boston. Die Produktion wurde schlussendlich nach East Rochester, New York, transferiert, wo sich die Marken als getrennte Divisionen formierten. Die alten Fabriken, einschließlich Mason & Hamlin in Boston und Amphion in Syracuse, New York, wurden auf den Markt geworfen zum Verkauftwerden.

### Aeolian-American
1932 verschmolz die American Piano Corp. mit der Aeolian Company, Aeolian-Webers Klavierbautochter, um die Aeolian American Corporation zu bilden, die die Kontrolle über mehr als 20 Piano-Marken konsolidierte, genauso wie die Fertigung von Klaviaturen und Gussplatten. 1936 war die Gesellschaft der viertgrößte in den USA, hinter Kimball, der Baldwin und Winter & Co.
Berthold Neuer, der Vizepräsident und General Manager von 1927, starb 1938, und sein Nachfolger Richard K. Paynter starb 1940.
1942 wurden die Fabriken beauftragt, Militärflugzeugteile herzustellen, was das Personal und die Einrichtungen in Arbeit erhielt. Spätestens aber 1949 kehrte die Piano-Produktion zu voller Kapazität zurück. Die Aeolian Company und die American Piano Corporation rekapitalisierten sich und verschmolzen mit der Aeolian-American Corporation 1951. Das Unternehmen wurde 1957 von den Eigentümern der Winter & Co. aus der Bronx, New York aufgekauft.
1981 beschäftigten die zusammengefassten Divisionen an der Fabrik in East Rochester um die 300 Mitarbeiter; die Fabrik schloss im Folgejahr.

### Sohmer & Co.
1985 kauften Sohmer & Co. die Markenrechte an Knabe und Mason & Hamlin sowie ihre Vorrichtungen und die Ausrüstung von der Citicorp Industrial Credit Co., dem Hauptgläubiger von Aeolian. Sohmer & Co. plante die Produktion beider Divisionen mit den bestehenden Modellen wiederaufzunehmen, wurde jedoch selbst verkauft und zusammen mit Sohmer und Knabe als Tochtergesellschaften von Mason & Hamlin reorganisiert.

## Heute
Klaviere von Wm. Knabe & Co. werden von Samick Musical Instruments, Ltd. gebaut, die 2001 die Namensrechte von PianoDisc, den Eigentümern von Mason & Hamlin erwarben.
Um 2007 wurden Knabe-Klaviere in drei Pianino-Größen angeboten – ein 119 cm (47 inches) in drei Furnierausführungen, ein 121 cm (48 inches) und ein 131 cm (52 inches)-Modell – und vier Größen von Flügeln – in jeweils drei Gehäuseausführungen und den Längen 158 cm (5 feet 3 inches) das WKG53, 173 cm (5 feet 8 inches) das Modell WKG58, 193 cm (6 feet 4 inches) das Modell WKG64, und in der Länge von 215 cm (7 ft) die Modelle WKG70.
2006 kündigte die Samick Music Corporation, der Distributor für Samick in den Vereinigten Staaten und Kanada an, dass man ein Logistik- und Verteilzentrum von 210.000 m² in Gallatin (Tennessee) errichtet, wo man die Linien Knabe und J. S. Pramberger seit 2007 fertigt.
2010 berichtete die Samick Music Corporation, dass verschiedene Knabe-Modelle ihre Gehäuse aus koreanischer Fertigung erhalten, und dass die Fertigung der Klaviaturen und die Endfertigung in Gallatin, Tennessee erfolgt.